# Max-Planck-Institut für Dynamik und Selbstorganisation
Das Max-Planck-Institut für Dynamik und Selbstorganisation ist eine außeruniversitäre Forschungseinrichtung der Max-Planck-Gesellschaft mit Sitz in Göttingen für Untersuchungen von komplexen Nichtlinearen Systemen (Chaosforschung), insbesondere in Physik und Biologie.
Seine Gründung geht auf Ludwig Prandtl zurück, der 1924 das Kaiser-Wilhelm-Institut für Strömungsforschung in Göttingen etablierte. Im Jahre 1948 wurde es als Max-Planck-Institut für Strömungsforschung Teil der Max-Planck-Gesellschaft, die in diesem Institut gegründet wurde. Im Jahr 2004 wurde es in Max-Planck-Institut für Dynamik und Selbstorganisation umbenannt. Es ist eines von 85 Instituten der Max-Planck-Gesellschaft (Stand 2023).

## Geschichte

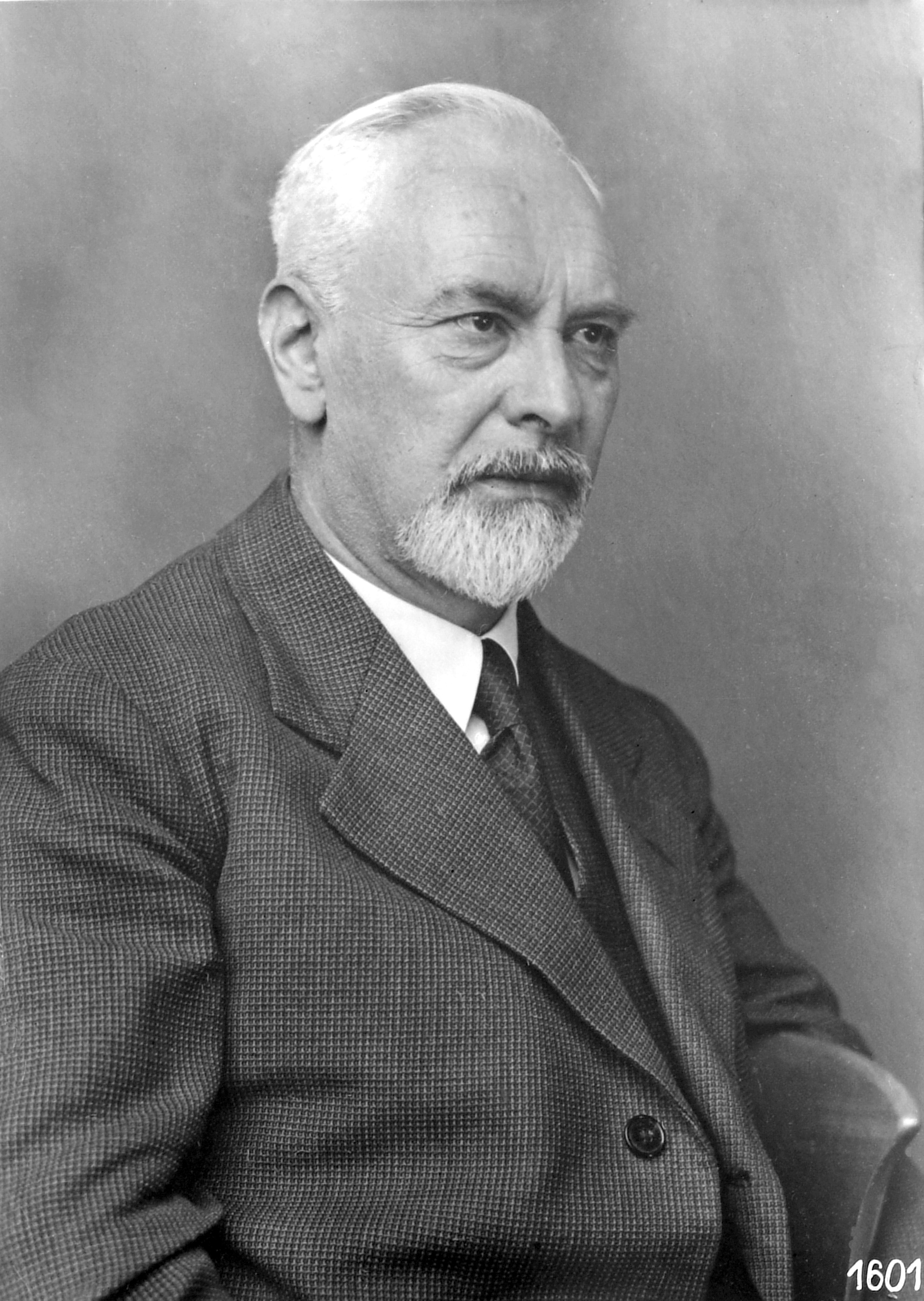
Institutsgründer Ludwig Prandtl, 1937

Bereits kurz nach der Gründung der Kaiser-Wilhelm-Gesellschaft im Jahre 1911 bemühte sich Ludwig Prandtl ein Kaiser-Wilhelm-Institut für die strömungsphysikalische Grundlagenforschung in Göttingen errichten zu lassen. Die Verhandlungen zur Errichtung des Instituts dauerten durch den Ersten Weltkrieg unterbrochen über ein Jahrzehnt. Die Einweihung des Kaiser-Wilhelm-Instituts für Strömungsforschung zwischen Böttinger- und Bunsenstraße erfolgte daher erst 1925 und ging mit einer Zusammenlegung mit der ebenfalls von Prandtl ins Leben gerufenen Aerodynamischen Versuchsanstalt (AVA) einher.
Im Frühjahr 1945 verlegte die Zuse Ingenieurbüro und Apparatebau den damals einzigen turingmächtigen Computer Europas, die Zuse Z4, in die Aerodynamische Versuchsanstalt des KWI. Der Rechner wurde dort fertiggestellt und die ersten programmgesteuerten Rechnungen konnten durchgeführt werden, bevor er ins Allgäu transportiert wurde.
Nach dem Zweiten Weltkrieg konnte das Institut am 1. August 1946 seinen Betrieb wieder aufnehmen. 1948 erfolgte die Gründung der Max-Planck-Gesellschaft als Nachfolgeorganisation der Kaiser-Wilhelm-Gesellschaft im Kameradschaftshaus der AVA dieses Instituts, das damit zum Max-Planck-Institut für Strömungsforschung wurde. Die Aerodynamische Versuchsanstalt, deren Versuchsanlagen demontiert worden waren, wurde erst 1953 wiedereröffnet.
1969 wurde die Aerodynamische Versuchsanstalt aus dem MPI ausgegliedert und der Deutschen Forschungs- und Versuchsanstalt für Luft- und Raumfahrt e. V. (heute DLR) zugeordnet. Gleichzeitig wurde das Institut neu ausgerichtet auf Gasdynamik und -kinetik sowie Molekularphysik nach dem Eigenplan (des Kommissionsvorsitzenden Manfred Eigen). Im Laufe der Zeit verschob sich der Forschungsschwerpunkt in Richtung Laserphysik und Molekül-Oberflächen- und Clusterphysik. 1993 wurde die strömungsphysikalische Forschung eingestellt. Ab 2003 wurde sie mit der Einrichtung der Abteilungen Dynamik komplexer Fluide und Hydrodynamik, Strukturbildung und Nanobiokomplexität (heute: Fluidphysik, Strukturbildung und Biokomplexität), die aus der Perspektive nicht-linearer und selbstorganisierter Phänomene erfolgte, wiederbelebt. Auf diesen Forschungsansatz geht der am 19. November 2004 in Max-Planck-Institut für Dynamik und Selbstorganisation geänderte Name zurück.
Nach der Emeritierung von Theo Geisel wurde der Physiker Ramin Golestanian 2018 Direktor der neu eingerichteten Abteilung Physik der lebenden Materie.
Am ursprünglichen Standort Bunsenstraße war das Institut auf einem gemeinsamen Gelände mit dem DLR angesiedelt. Seit Frühjahr 2011 befindet sich das Institut am Standort Am Faßberg auf einem gemeinsamen Campus mit dem Max-Planck-Institut für Multidisziplinäre Naturwissenschaften.

## Profil
Die Tendenz offener dynamischer Systeme zur Brechung von Symmetrien und damit verbunden zur Erzeugung von Strukturen und zur "Selbstorganisation" ist eine faszinierende und zudem allgegenwärtige Erscheinung in der Natur. Auf großen Längenskalen ist sie sichtbar bei der Entstehung von Planeten, Sternen, Galaxien und Galaxienhaufen, auf mittleren Skalen in der Wolkenbildung, bei Turbulenz- und Schwarmphänomenen, auf kleinen Längenskalen in neuronalen Netzen wie dem menschlichen Gehirn, oder etwa bei biologischen Prozessen im Nanoskalenbereich. Da solche Systeme weit entfernt sind von einer (thermischen) Gleichgewichtssituation, stellt sich insbesondere die Frage nach allgemeinen Prinzipien, welche Selbstorganisationsphänomenen zugrunde liegen könnten. Die Suche danach und die Erforschung besonders relevanter Systeme ist das Hauptanliegen des Instituts.

## Forschungsstruktur

### Abteilungen
Das MPI für Dynamik und Selbstorganisation umfasst zwei Abteilungen:
- Fluidphysik, Strukturbildung und Biokomplexität (Eberhard Bodenschatz)
- Physik der lebenden Materie (Ramin Golestanian)

### Forschergruppen
Das Institut ist besonders in der Förderung des wissenschaftlichen Nachwuchses engagiert, für den es Forschungsgruppen bereitstellt:
- Biomedical Physics (Stefan Luther)
- Neural Systems Theory (Viola Priesemann)
- Theory of Biological Fluids (David Zwicker)

### International Max Planck Research Schools (IMPRS)
Eine International Max Planck Research School (IMPRS) ist ein englischsprachiges Doktorandenprogramm, das eine strukturierte Promotion ermöglicht, teilweise sogar schon direkt nach dem Bachelorabschluss. Das Max-Planck-Institut für Dynamik und Selbstorganisation ist an drei IMPRS beteiligt:
- IMPRS Physics of Biological and Complex Systems. Weitere Partner: Universität Göttingen, Max-Planck-Institut für Multidisziplinäre Naturwissenschaften.[6]
- IMPRS for Genome Science. Weitere Partner: vier Fakultäten der Universität Göttingen, Max-Planck-Institut für Multidisziplinäre Naturwissenschaften, Deutsches Zentrum für Neurodegenerative Erkrankungen, Deutsches Primatenzentrum, Gesellschaft für wissenschaftliche Datenverarbeitung mbH Göttingen.[7]
- IMPRS for Neurosciences. Weitere Partner: Universität Göttingen, Max-Planck-Institut für biophysikalische Chemie, Max-Planck-Institut für experimentelle Medizin, Deutsches Primatenzentrum, European Neuroscience Institute Göttingen.[8]

### Emeritus-Gruppen
- Molekulare Wechselwirkungen (Jan Peter Toennies)
- Nichtlineare Dynamik (Theo Geisel)
- Dynamik sozialer Systeme (Stephan Herminghaus)

## Persönlichkeiten
Ehemalige wissenschaftliche Mitglieder des Instituts und bekannte Mitarbeiter
- Jakob Ackeret (1925–1926)
- Albert Betz (1947–1956) (Wissenschaftliches Mitglied von KWG und MPG)
- Adolf Busemann (1925–1930) (Mitarbeiter am KWI für Strömungsforschung)
- Klaus Ferdinand Hasselmann (1955–1957) (Promotion in Göttingen, Nobelpreisträger 2021)
- Roland Ketzmerick (1996–2002) (Mitarbeiter)
- Ernst Kleinschmidt (1949–1971)
- Kurt Kraemer (1968–1980) (Wissenschaftliches Mitglied und Direktor am MPI für Strömungsforschung)
- Hans Georg Küssner (1947–1957) (Mitarbeiter)
- Ernst-August Müller (1951–1993)
- Klaus Oswatitsch (1938–1946)
- Hans Pauly (1969–2004) (Wissenschaftliches Mitglied der MPG)
- Ludwig Prandtl (1923–1946) (Gründer und Direktor des KWI)
- Ingo Rehberg (1980–1983) (Mitarbeiter)
- Hans Reichardt (1954–1971)
- Wolfgang Rothstein (1940–1946)
- Manfred Schäfer (1946–1964)
- Walter Tollmien (1924–1930; 1947–1968)
- Georg Vogelpohl (1947–1971)
- Heinz Georg Wagner (1971–1987)
- Jürgen Wolfrum (1970–1982)